# Gail Ann Dorsey

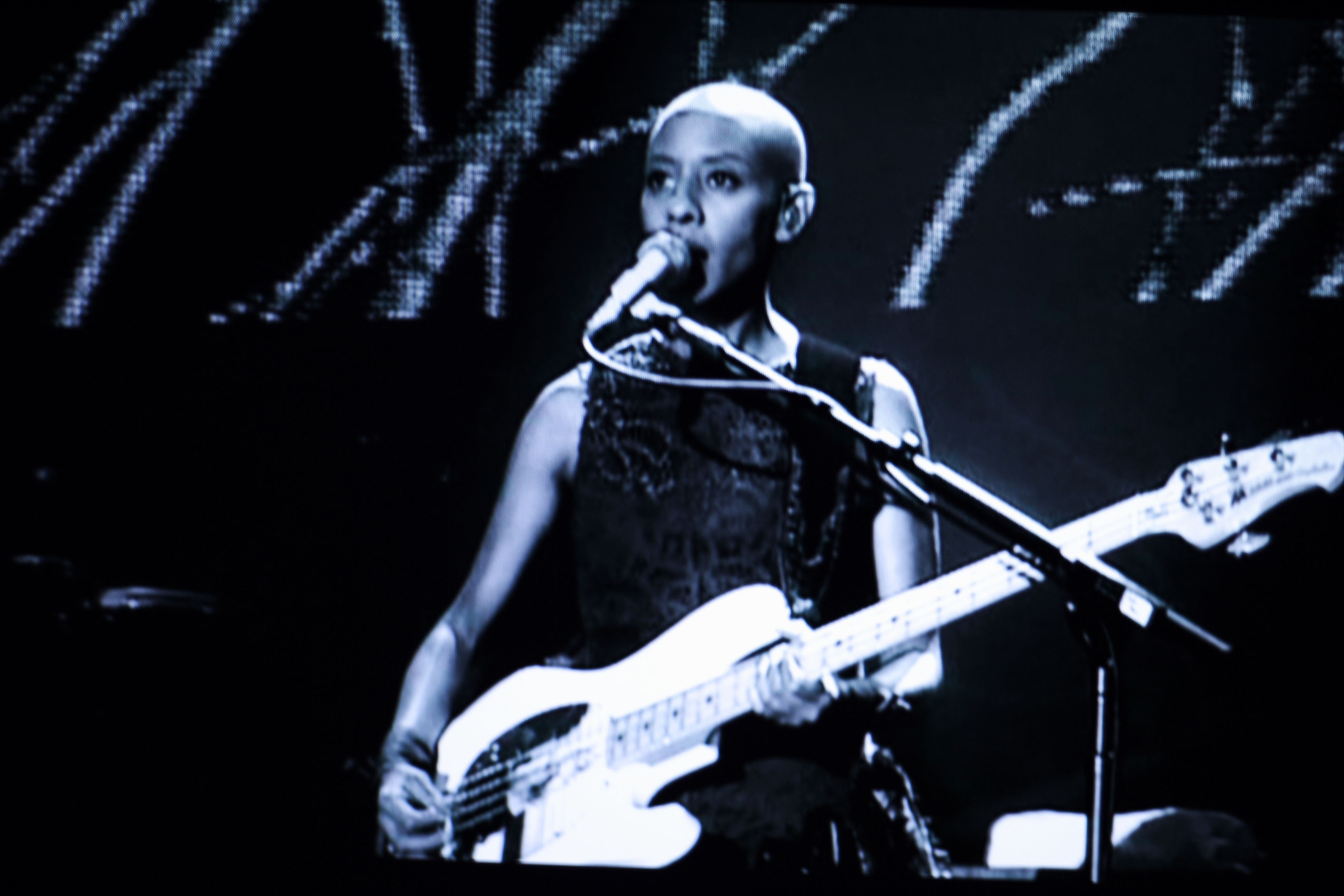
Gail Ann Dorsey

Gail Ann Dorsey (20 de novembro de 1962) é uma musicista americana. Com uma longa carreira como musicista de sessão, ela é mais conhecida pela sua prolongada presença na banda de David Bowie, de 1995 a 2013. Além de tocar baixo, ela ocasionalmente cantava com Bowie "Under Pressure", "Aladdin Sane" e outras canções, durante os shows.
De 1993 a 1996, Dorsey, gravou e excursionou com o Tears for Fears, também colaborando nas composições da banda. Nessa época, ela apareceu em vários vídeos promocionais da banda. Seu trabalho abrange performances e/ou gravações com, entre outros, Lenny Kravitz, Bryan Ferry, Boy George, Indigo Girls, Khaled, Jane Siberry, The The, Skin, Gwen Stefani, Charlie Watts, Seal, Gang of Four, Susan Werner, Ani DiFranco e Dar Williams.
Além disso, Dorsey lançou três álbuns solo: The Corporate World (1989), Rude Blue (1992), e I Used To Be... (2004).